# Lake-Bindegolly-Nationalpark
Der Lake-Bindegolly-Nationalpark (engl.: Lake Bindegolly National Park) ist ein Nationalpark im Südwesten des australischen Bundesstaates Queensland.
Der Park liegt in der Ökoregion Mulga Lands und wurde zur Erhaltung einer Population der seltenen Acacia ammophila etabliert.

## Lage
Er liegt 871 Kilometer westlich von Brisbane und 40 Kilometer östlich von Thargomindah im Outback an der Bulloo Developmental Road.
In der Nachbarschaft liegen die Nationalparks Currawinya und Binya.

## Landesnatur
Im Park liegen drei Seen, Lake Bindegolly, Lake Toomaroo und Lake Hutchinson. Zwei davon sind Salzseen, einer ist ein Süßwassersee. Umgeben sind diese Seen vom wichtigsten Feuchtgebiet im Südwesten Queenslands, Salzmarschen und Lehmpfannen. Entlang des Ostufers des Lake Bindegolly verlaufen Sanddünen, während sich am Westufer steinige Ebenen erstrecken, die sich weiter im Westen zu einem niedrigen Gebirge, dem Mount Bindegolly, aufbauen.

## Flora und Fauna
Die Acacia ammophila wächst hauptsächlich entlang der Sanddünen. Die steinige Ebene und das Gebirge an der Westseite des Parks ist mit Mulga bewachsen. Daneben gibt es auch lichten Eukalyptuswald und Buschland.
Ein 318 Quadratkilometer großes Gebiet des Sees und seiner Umgebung wurde von BirdLife International als Important Bird Area (IBA) klassifiziert, weil dort mehr als ein Prozent der Weltpopulation der Schwarzkinn-Ruderenten und der Rotkopfsäbelschnäbler (Recurvirostra novaehollandiae) leben. Außerdem bietet der Park folgenden Vogelarten einen Lebensraum: Inland-Pluvialis (Charadrius australis), Bourkesittich, Slaty-backed Thornbill (Acanthiza robustirostris), Grauscheitel-Honigfresser (Lichenostomus keartlandi), Schwarzer Honigfresser (Sugomel nigrum), Elsterhonigfresser (Certhionyx variegatus), Hall's Babbler (Pomatostomus halli), Chirruping Wedgebill (Psophodes cristatus) und Chestnut-breasted Quail-Trush (Cinclosoma castaneothorax).

## Einrichtungen und Zufahrt
Sowohl Zelten wie auch das Befahren des Nationalparks mit Fahrzeugen und der Seen mit Booten sind verboten. Es gibt einen neun Kilometer langen Wanderweg entlang des Lake Bindegolly und durch die Sanddünen am Ostufer.
Der Nationalpark liegt direkt nördlich anschließend an die Bulloo Developmental Road, 40 Kilometer östlich von Thargomindah und 150 Kilometer westlich von Cunnamulla. Fahrzeuge sind am Straßenrand abzustellen; der Park darf nur zu Fuß betreten werden.